# Bentley Serie R
La Serie R è un'autovettura costruita dalla Bentley dal 1952 al 1955. Fu il secondo modello prodotto dopo la seconda guerra mondiale dalla casa automobilistica britannica, e sostituì la Mark VI.

## La "Serie R" berlina
Durante l'evoluzione del progetto la vettura fu chiamata Bentley Mark VII e tale denominazione rimase per alcune serie di telai. Il nome “Serie R”  restò comunque per i telai di serie RT. L'avantreno della berlina era identico alla Mark VI, ma il serbatoio era quasi doppio, e il motore fu incrementato da 4,25 litri di cilindrata a 4,5 litri. Sempre un numero minore di vetture fu completato da carrozzieri di fiducia dei clienti. All'epoca infatti la Bentley, e molte altre Case automobilistiche che vendevano automobili di lusso, distribuivano il telaio nudo, cioè senza la carrozzeria che era assemblata da carrozzieri di fiducia dei clienti. Per la “Serie R”' c'era la possibilità, a differenza dei primi modelli automobilistici, che la vettura fosse completata, come capita oggi, dall'azienda automobilistica che vendeva il veicolo.
Tutti i modelli della “Serie R” montavano un motore in linea a sei cilindri con monoblocco in ghisa e testata in lega di alluminio; avevano installati due carburatori SU H6. Aveva una cilindrata di 4566 cm³, un alesaggio 92,08 mm e una corsa di 114,3 mm. Il cambio era a quattro rapporti con trasmissione manuale di serie (prima velocità non sincronizzata) e, per le vetture prodotte in un secondo momento, era proposto il cambio automatico come optional.
Le sospensioni sull'avantreno erano a ruote indipendenti con molle elicoidali, con integrato un retrotreno con balestre semiellittiche. L'impianto frenante era a tamburo sulle quattro ruote, azionato meccanicamente sull'avantreno e tramite servofreno sulle ruote posteriori.
Una versione quattro porte berlina con cambio automatico fu provata dal periodico “The Motor” nel 1953. Raggiunse la velocità massima di 163,7 km/h e accelerò da 0 e 97 km/h in 13,25 secondi. Il consumo di carburante era di 18,2 litri ogni 100 km. Il modello utilizzato nel test costava 4481 sterline incluse le tasse.
Dopo esser stati prodotti 207 esemplari (più un prototipo) di Serie R Continental e 2323 esemplari (con 295 carrozzate da carrozzieri di fiducia del cliente) di Serie R entra in produzione la Bentley S1 in sua sostituzione.

## La “Serie R” Continental

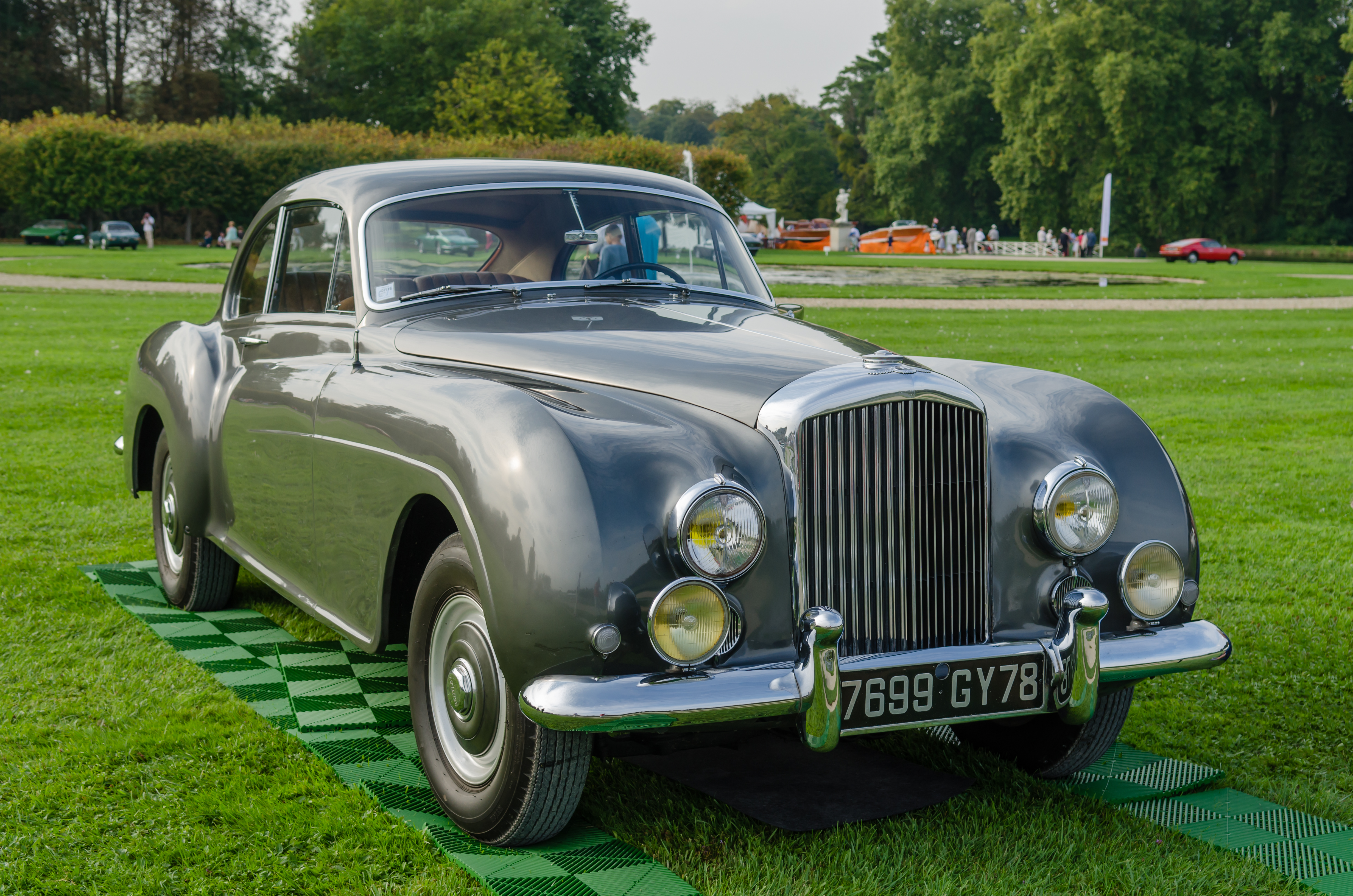
Bentley Type R Continental (HJ Mulliner & Co) (1954)

Della “Serie R” venne prodotta una versione GT a due porte con coda lunga: la Continental; che fu prodotta specialmente per l'America carrozzata da H. J. Mulliner & Co..
Le origini della Continental possono esser fatte risalire al 1938, anno in cui Georges Paulin progettò una carrozzeria aerodinamica su di un telaio Bentley. Nel 1951 iniziò lo sviluppo della vettura GT Bentley aerodinamica vera e propria in collaborazione col carrozziere H. J. Mulliner & Co. Nel 1952 quando entrò in produzione la Continental vera e propria solo per l'esportazione questa era l'automobile più costosa del mondo, essendo venduta a 7608 sterline. Nel 1953 la Continental subì delle modifiche tra cui il parabrezza in pezzo unico in sostituzione di quello in 2 pezzi e un ritocco alla linea dei parafanghi. La sua carrozzeria venne descritta come "perfetto connubio di rigidità e leggerezza" e il motore "straordinariamente vellutato".
La Continental divenne disponibile anche per il mercato inglese con rapporto di compressione 7,2:1. All'inizio la “Serie R” Continental aveva un motore 6 cilindri 4566 cm³ con basamento in ghisa e testata in alluminio che erogava circa 150 CV grazie a condotti di aspirazione e scarico modificati. Circa 150 CV perché la Bentley come la Rolls-Royce non dichiaravano la potenza reale dei loro motori che definivano semplicemente "adeguata". Dal luglio 1954 fu però installato un motore con un alesaggio superiore (94,62 mm) che portò ad una cilindrata di 4887 cm³. Il rapporto di compressione fu aumentato a 7,25:1.
Questa fu la prima apparizione della Bentley Continental.